# Pedicularis tsiangii
Pedicularis tsiangii är en snyltrotsväxtart som beskrevs av Hui Lin Li. Pedicularis tsiangii ingår i släktet spiror, och familjen snyltrotsväxter. Inga underarter finns listade i Catalogue of Life.